# Leibniz-Wissenschaftscampus Tübingen
Der Leibniz-WissenschaftsCampus Tübingen (WCT, gefördert 2010–2020) war ein interdisziplinärer Forschungsverbund, der sich der Frage widmete, wie die Interaktion zwischen Mensch, Computer und Umwelt unterstützt werden kann.

## Kooperationsmodell
Die Grundidee hinter dem Modell Leibniz-WissenschaftsCampus ist es, außeruniversitäre und universitäre Forschung zu vernetzen. Der Leibniz-WissenschaftsCampus ist ein gemeinsamer Forschungsverbund von mindestens einer Leibniz-Einrichtung, mindestens einer Hochschule sowie dem jeweiligen Sitzland und ggf. dem Bund.
Eröffnet wurde der Leibniz-WissenschaftsCampus Tübingen am 20. April 2009 als bundesweit erste Umsetzung einer Initiative der Leibniz-Gemeinschaft. Das Leibniz-Institut für Wissensmedien Tübingen hat diesen interdisziplinären Forschungsverbund zusammen mit der Eberhard Karls Universität Tübingen ins Leben gerufen, Teil der Kooperation ist zudem das Land Baden-Württemberg. Als gleichberechtigte Partner bearbeiten die Eberhard Karls Universität und das Leibniz-Institut für Wissensmedien eine klar umrissene wissenschaftliche Fragestellung von gemeinsamem Interesse und ergänzen sich dabei mit ihren Spezialkompetenzen und unterschiedlichen Perspektiven. Die regionale Nähe, eine gemeinsame Strategie und interdisziplinäre Forschungsansätze bezogen auf Themen, Projekte und Methoden sind die Stärken des Leibniz-WissenschaftsCampus.

## Thematischer Hintergrund
Der Leibniz-WissenschaftsCampus Tübingen „Bildung in Informationsumwelten“ (2010–2016) wurde von Friedrich Wilhelm Hesse initiiert und war von der Idee geprägt, dass Bildungsprozesse in modernen Wissens- und Informationsgesellschaften nicht mehr länger nur an institutionelle Träger wie Schulen, Universitäten und Weiterbildungseinrichtungen gebunden sind, sondern lebensbegleitend am Arbeitsplatz und in der Freizeit, im Freundeskreis und in der Familie stattfinden. Digitale und mobile Medien, allen voran das Internet, bieten mit ihren vielen Anwendungen zu geringen Kosten eine Fülle von Informations- und Bildungsangeboten, um zeit- und ortsunabhängig Wissen zu erwerben. Social Media trägt dazu bei, als Individuum Wissen nicht mehr nur zu konsumieren, sondern selbst bereitzustellen oder sich aktiv in Communities auszutauschen.
Aus der Fülle an verfügbaren Informationen selektieren sich Nutzer nach ihren Interessen, Bedürfnissen und Fähigkeiten die für sie relevanten Angebote. Auf diese Weise erschafft sich jeder seine persönliche „Informationsumwelt“.
Der Leibniz-WissenschaftsCampus Tübingen „Bildung in Informationsumwelten“ widmete sich diesem erweiterten Bildungsbegriff. Er beschäftigt sich mit dieser Vielfalt an Bildungsprozessen in formellen und informellen, in traditionellen und mediengestützten Lernumgebungen.
In der Fortführung des Leibniz-WissenschaftsCampus „Cognitive Interfaces“ (2017–2020) wird spezifischer auf die Schnittstelle zwischen einem Individuum und der Informationsumwelt fokussiert. Mensch-Computer-Schnittstellen tragen dazu bei, menschliche Kognition zu unterstützen – sie weisen aber auch zunehmend selber kognitive Eigenschaften auf (Computational Intelligence, Maschinelles Lernen). Im Leibniz-WissenschaftsCampus „Cognitive Interfaces“ wird vor allem aus psychologischer und informatischer Sicht analysiert, wie Schnittstellen gestaltet werden müssen, um Lernen, Problemlösen oder Entscheiden von Individuen und Gruppen zu unterstützen. Dabei geht es einerseits um die Frage der Repräsentation und Selektion von Informationen in einer Schnittstelle (Informationsdesign), und andererseits um die Frage, welche Handlungen für Nutzer der Schnittstelle gegeben sind (Interaktionsdesign).

## Struktur und Organisation
Der Leibniz-WissenschaftsCampus Tübingen besteht aus 14 Forschungsprojekten. Die Expertise der rund 45 beteiligten Wissenschaftler erstreckt sich von: Psychologie, Informatik, Erziehungswissenschaft, Soziologie, Wirtschaftswissenschaft, Medienwissenschaft bis hin zu Medizin. Der Leibniz-WissenschaftsCampus Tübingen wird durch das Direktorium – bestehend aus Ulrike Cress (Direktorin des Leibniz-Instituts für Wissensmedien und Sprecher des WissenschaftsCampus) und Bernd Engler (Rektor der Eberhard Karls Universität Tübingen) – geleitet. Die wissenschaftliche Evaluierung erfolgt durch einen international berufenen Wissenschaftlichen Beirat, bestehend aus fünf Beiratsmitgliedern. Die Koordination des Leibniz-WissenschaftsCampus ist am Leibniz-Institut für Wissensmedien angesiedelt. Neben der Steuerung und Organisation des Netzwerks gehören auch Kommunikation und Nachwuchsförderung zu den Aufgaben. Die korrespondierende Stabsstelle Strategie beschäftigt sich mit der wissenschaftlichen Entwicklung des Leibniz-WissenschaftsCampus Tübingen.

## Ziel
Ziel des Leibniz-WissenschaftsCampus ist es, Exzellenzen zu bündeln, strategische gesellschaftsrelevante und anwendungsorientierte Forschung zu betreiben, Interdisziplinarität in Themen, Projekten und Methoden zu befördern und das Forschungsprofil zu stärken. Auf diese Weise wird ein engeres und strategisch ausgerichtetes Netzwerk geschaffen, um die Forschung zu digitalen Medien in Tübingen weiterzuentwickeln und das wissenschaftliche Umfeld für diese Thematik zu stärken.

## Ergebnisse
Der Leibniz-WissenschaftsCampus war eine wichtige Grundlage für die Erweiterung des Leibniz-Instituts für Wissensmedien um den Forschungsbereich „Data Science“.